# Ehemaliges Rathaus (Neckargartach)

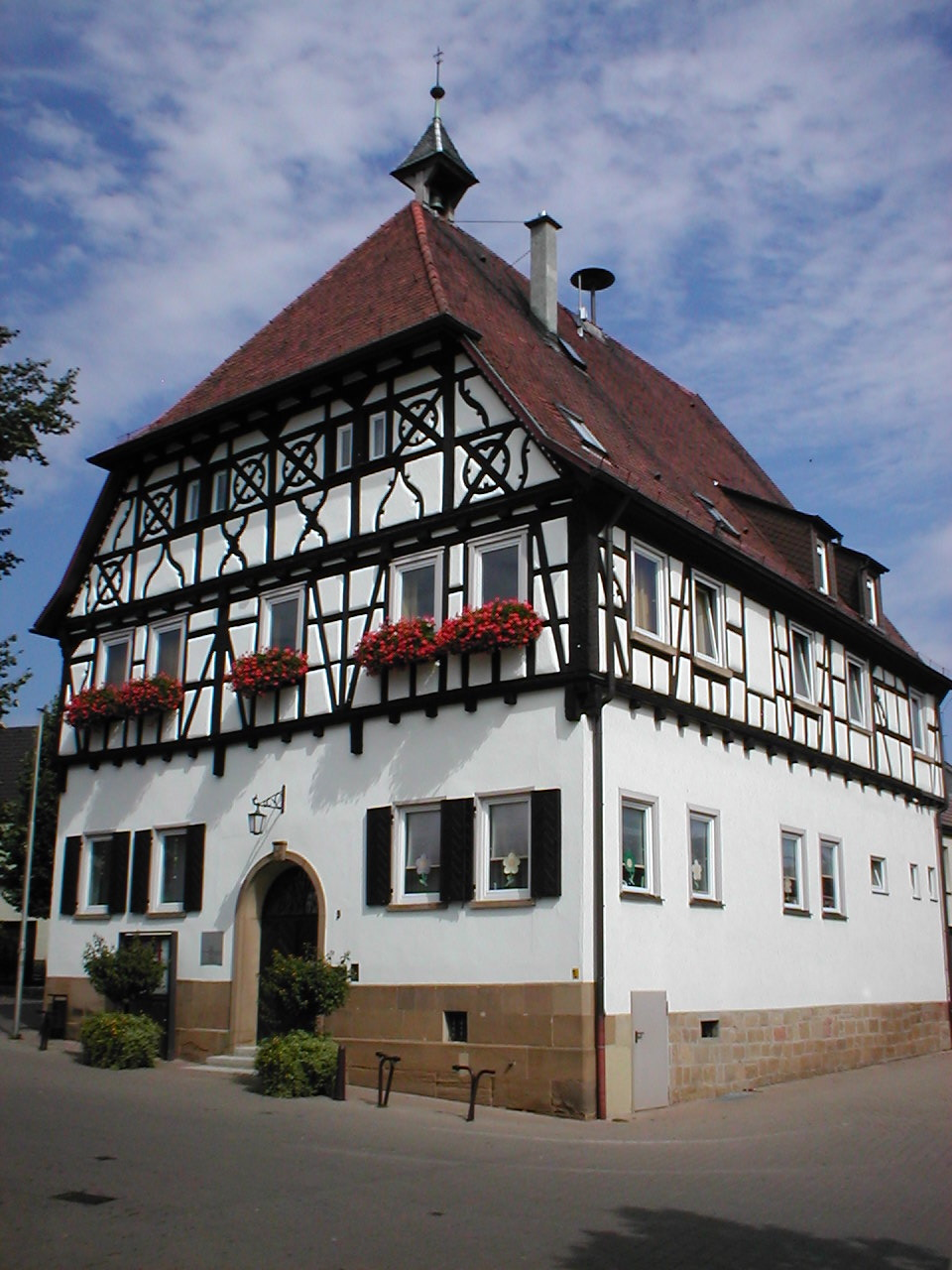
Das Alte Rathaus in Neckargartach, 2006

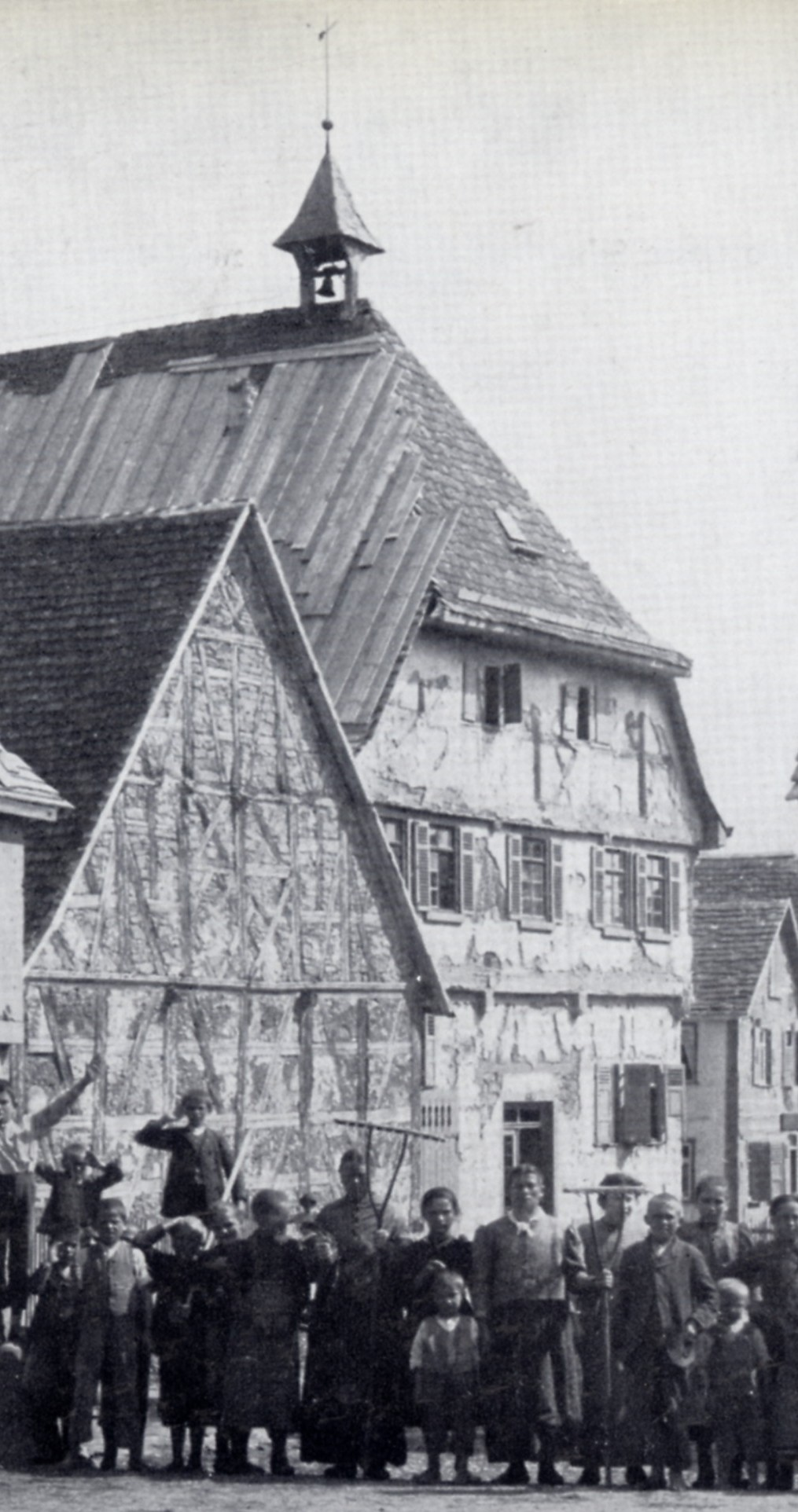
Rathaus nach dem Hagelschlag (1897)

Das Ehemalige Rathaus im Heilbronner Stadtteil Neckargartach ist ein Fachwerkbau aus dem Jahre 1650 in der Mittelstraße 3.

## Geschichte
Vom Jahr 1805 bis zur Eingemeindung Neckargartachs nach Heilbronn im Jahr 1938 war der Ort eine selbstständige politische Gemeinde mit eigenem Verwaltungssitz. Auch in der Zeit als reichsstädtisches Heilbronner Dorf (vom Mittelalter bis ins Jahr 1805) hatte Neckargartach jeweils einen eigenen Schultheißen, Bürgermeister, und Gerichtsherrn. Am 6. und 7. Mai 1622 wurde der Ort als Auswirkung der Schlacht bei Wimpfen durch die spanische Armee unter Cordova, der sein Quartier bei Neckargartach aufgeschlagen hatte, zerstört. Außer der Kirche wurde ganz Neckargartach in Brand gesteckt.
Das heutige Alte Rathaus wurde 1650 nach der Zerstörung Neckargartachs erbaut, 1884 umgebaut und 1897/98 nach einem schweren Hagel-Unwetter rundum erneuert. 1935/36 wurde bei einem Umbau das historische Fachwerk wieder freigelegt. Nach den vielen Zerstörungen, die Neckargartach im Mittelalter erleben musste, gilt das Rathaus als Zeichen für das Selbstbewusstsein der Neckargartacher. Heute wird das Gebäude als Verwaltungsstelle und Jugendhaus genutzt.

## Beschreibung
Das Gebäude ist als dreigeschossiges Fachwerkhaus mit Krüppelwalmdach erstellt worden. Im Erdgeschoss befindet sich der Haupteingang. Das Gebäude hat als Schaufassade einen Giebel, der im 1. und 2. Obergeschoss im fränkischen Fachwerk ausgeführt worden ist. Gegen die Straße haben die einzelnen Obergeschosse Vorkragungen, wodurch das Gebäude noch imposanter wirkt. Einzelne Details des Fachwerk sind ganz besonders gearbeitet worden. So die Knaggen, hölzerne Konsolen, im Fachwerk, die zur Aussteifung und zur Abtragung von Lasten zwischen den Ständern und den auskragenden Deckenbalken eingezapft wird. Im ehemaligen Rathaus zu Neckargartach sind zwei Knaggen in der Schaufassade des Fachwerkgiebels mit Schnitzereien, Figuren oder Ornamenten versehen worden. Ein männlicher Kopf wurde links, ein weiblicher Kopf rechts eingeschnitzt. Das Krüppelwalmdach ziert auf der Spitze ein Dachreiter, der für eine Glocke eingerichtet ist.
Im Gebäude wurde die „Schäfferstube“ eingerichtet, in der Werke des Neckargartacher Künstlers Wilhelm Schäffer zu sehen sind.